# Laura Kühn
Laura Celine Kühn (ur. 2003) – niemiecka zapaśniczka startująca w stylu wolnym.
Piąta na mistrzostwach Europy w 2025. Druga na ME U-23 w 2024. Druga na MŚ i ME juniorów w 2023 roku.
Wicemistrzyni Niemiec w 2022, 2023 i 2024 roku.